# La modella mascherata
La modella mascherata (Escapade) è un film statunitense del 1935 diretto da Robert Z. Leonard.
Il film è un remake di quello uscito l'anno precedente con il titolo Mascherata (Maskerade), diretto da Willi Forst, con Paula Wessely, Anton Walbrook e Peter Petersen.

## Trama
Il pittore dongiovanni Fritz s'innamora ma una precedente avventura con una signora sposata complica la sua situazione.

## Produzione
Il film fu prodotto dalla Metro-Goldwyn-Mayer (MGM)

## Distribuzione
Distribuito dalla Metro-Goldwyn-Mayer, il film uscì nelle sale cinematografiche statunitensiil 6 luglio 1935.